# I Lost My Little Girl
«I Lost My Little Girl» (с англ. — «Я потерял свою крошку») — первая песня, написанная Полом Маккартни.

## История песни
Песня была написана в 1956 году, когда Маккартни было 14 лет, вскоре после смерти его матери, однако связь между этими двумя событиями остаётся неясной. Сам Маккартни вспоминал об этой песне следующее: «Я написал её, когда мне было четырнадцать лет, сразу после того, как я потерял мать. Не думаю, что песня была об этом, хотя, разумеется, любой психиатр на основании этих граммов информации сказал бы, что всё было именно так».
Песня была написана с использованием самой первой гитары Маккартни (акустическая гитара модели Zenith, купленная за 15 фунтов стерлингов), которая, по состоянию на 1998 год, по-прежнему хранилась в его студии. Песня стала первой, которую Маккартни показал Леннону, с чего и началось их творческое сотрудничество.
Группа «Битлз» записала эту песню во время студийной работы над нереализованным альбомом Get Back (часть из записей, выполненных в то время, позднее была опубликована в составе альбома Let It Be) 25 января 1969 года. Данное исполнение, по сути, представляло собой импровизацию Джона Леннона (который помнил лишь самое начало текста песни и исполнял её лишь на двух аккордах), к которой присоединились и остальные участники группы, в результате чего она продлилась около десяти минут. Укороченная версия данной импровизации (длиной около пяти минут) доступна на бутлегах, хотя официально не публиковалась.
В 1991 году Пол Маккартни записал акустическое исполнение данной песни, вошедшее в его альбом Unplugged (The Official Bootleg).

## Интересный факт
Первая песня, написанная Полом Маккартни, называется «Я потерял свою крошку», тогда как первая песня, написанная Джоном Ленноном, носит название «Привет, крошка».